# Chambaron sur Morge
Chambaron sur Morge község Franciaország Auvergne-Rhône-Alpes régiójában, Puy-de-Dôme megyében. Új községként 2016. január 1-jén jött létre Cellule és La Moutade község egyesítésével. Lakosainak száma 1779 fő (2022. január 1.).

## Népesség
| Lakosok száma | 1749 | 1776 | 1786 | 1805 | 1792 | 1779 |
|               | 2017 | 2018 | 2019 | 2020 | 2021 | 2022 |